# Cava de' Tirreni

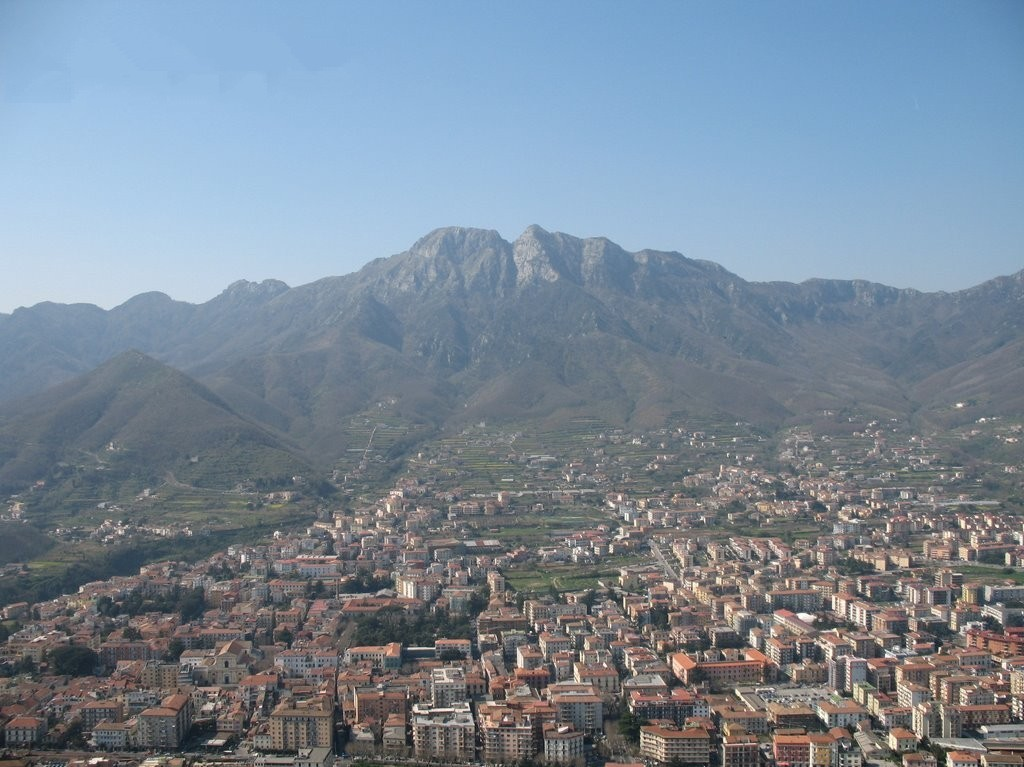
Panoráma města

Cava de' Tirreni je italské město v oblasti Kampánie a sídlo biskupa. Město je oblíbeným cílem zahraničních turistů na jaře a na podzim a obyvatel Neapole v létě.

## Geografie
Město Cava de' Tirreni se nachází v blízkosti Tyrhénského moře, 5 km ve vnitrozemí od Amalfinského pobřeží. Nachází se v údolí tvořeném ze západu pohořím Lattari a z východu pohořím Picentini.

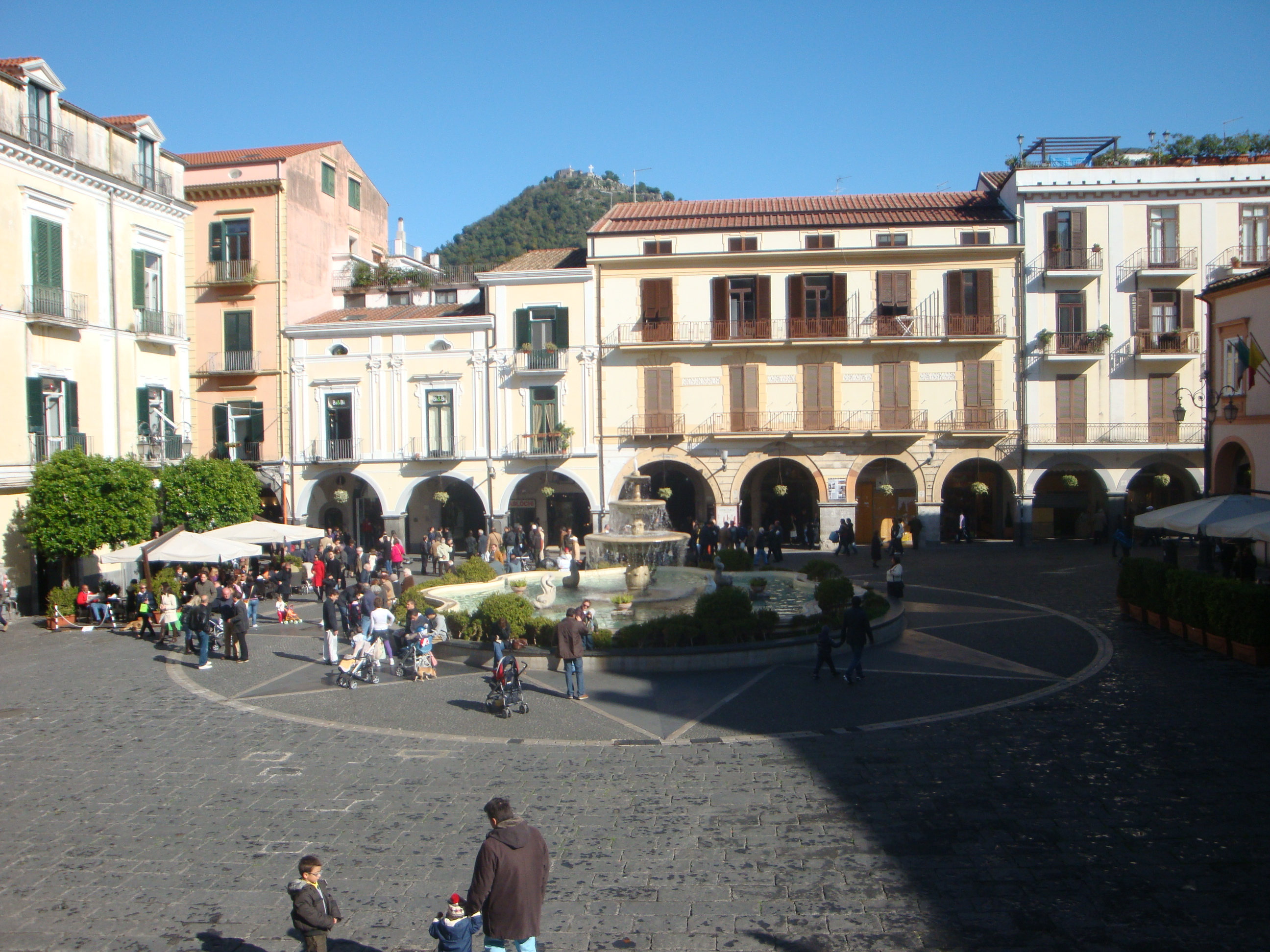
Náměstí v Cava de' Tirreni

## Historie

### Původ názvu města
Původ názvu města Cava je sporný. Někteří jej odvozují od slova cavea, antického amfiteátru. Podle jiných jméno znamená "jeskyně" a to podle přítomnosti jeskyní v okolí. Poslední hypotézou je ta, že název vychází ze slova "Caba", které se vztahuje k via Caba, což byla antická cesta, která spojovala Salerno a Neapol už ve středověku a protínala celé údolí.

### První osídlení oblasti
První obyvatelé oblasti byli Tiréni, kočovný etruský kmen, jejichž přítomnost je doložená archeologickými nálezy, které jsou uchovány v místním Muzeu della Badia Benedittina.
V době římské bylo místo vyhlášeným letním sídlem bohatých Římanů. Byly zde nalezeny zbytky chrámů a vil z této doby, které pravděpodobně patřily mocné římské rodině Gens Mitilia.
Později bylo místo osídleno Langobardy, jejichž přítomnost je doložena archeologickými nálezy, které jsou uloženy v Opatství Nejsvětější trojice a také toponymy z 9. až 11. století.

### Založení osady a zisk městských práv
V roce 1011 založil Svatý Alferius ze vznešené langobardské rodiny Opatství Nejsvětější trojice.
V 11. století založil a vystavěl svatý opat Petr I. u benediktýnského kláštera osadu chráněnou vysokými hradbami a baštami, která představuje první osídlení oblasti po pádu Římské říše. Velká část populace (tak, jak je tomu ještě nyní) bydlela v usedlostech na samotě, které byly těžko dosažitelné. Pak bylo vytvořeno Borgo Scacciaventi, centrum obchodu, charakterizované ulicí lemovanou paláci. Město i s usedlostmi v té době sahalo až k moři a zahrnovalo i Vietri a Cetaru, které se v 19. století staly autonomními městy.
7. srpna 1394 povýšil papež Bonifác IX. svou bulou osadu na město. Zrodilo se tedy toponymum "Città de la Cava" neboli "Město Cava", které až po sjednocení Itálie bylo změněno na současný název Cava de' Tirreni.

### Od 15. století po současnost
Od poloviny 15. století během aragonské nadvlády je město řízené starostou a městskou šlechtou.
Na počátku 18. století se pak stává oblíbenou metou turistů a cestovatelů, jíž je dodnes. Mezi ty nejslavnější osobnosti, které Cavu navštívili patří Goethe a Walter Scott.

### Historicko-folklorní slavnosti

#### Slavnost Montecastello
Jedna z nejvýznamnějších slavností města je určitě Festa di Montecastello. Slaví se už od roku 1656, kdy byli obyvatelé města zasaženi krutou morovou ránou. Faráři s věřícími utvořili dlouhé procesí až k Monte Castello - hoře, která se tyčí nad údolím, z níž žádali Boha o pomoc. Epidemie skončila a vděční obyvatelé Cavy za to každý rok procesí obnovují.
Jedním z hlavních znaků slavnosti je zbraň ze 16. století, z níž se během slavnosti střílí z hory Monte Castello do vzduchu, aby tak byl připomenut a hlavně oslaven konec moru.
Vedle náboženského významu získala slavnost v průběhu staletí ještě význam folklorní. Zrodily se skupiny "trombonieri" neboli ti, co hrají na trombon, a "sbandieratori" - ti, co mávají praporem.
Dalším znakem slavnosti je historické předvedení tragické morové rány v dobových kostýmech. Každý rok je potom slavnost ukončena ohňostrojem z Monte Castello. Během celé slavnosti samozřejmě nesmí chybět konzumumace typických místních pokrmů, jako například lilku s čokoládou nebo telecí sleziny vařené ve vinném octě, které se potom zapíjí dobrým vínem.

#### Připomínka bitvy u Sarna
Každý rok na začátku července se ve městě koná slavnost, která připomíná bitvu u Sarna, do níž bylo město "zataženo", aby ubránilo svobodu státu. 7. července 1460, když král Ferrante I. Aragonský vládl nad Neapolskem, bylo město během bitvy u Foce kvůli chybnému manévru obklíčeno Anjouovci. Aragonský král byl zachráněn zákrokem ozbrojeného lidu z města Cavy. Ti sestoupili z kopce, obklíčili a překvapili Anjouovce a donutili je tak k ústupu a k otevření únikové cesty králi Ferrantemu.
4. září 1460 pak král pověřil starostu města Neapole, aby věnoval městu Cava na výraz díků bílý pergamen, který mu měl zajišťovat zvláštní pravomoce. Historická připomínka události spočívá v tom, že spolu soutěží osm skupin ze čtyř částí města. V historických kostýmech projdou v průvodu centrem města, aby došli na stadion, kde pak každá skupina předvede své střelecké umění před komisí, která podle přísných pravidel hodnotí rychlost nabíjení, přesnost a styl. Na konci vítěz obdrží legendární bílý pergamen, který uchovává až do příštího ročníku.

## Opatství
Směrem na jihozápad v části Corpo di Cava se nachází benediktinské Opatství Svaté trojice, založené v roce 1011 sv. Alferiem. Kostel a okolní budovy byly v roce 1796 kompletně zrekonstruovány, zatímco starý gotický klášter byl zachován. V kostele se nachází varhany a několik starých rakví. Místní archiv obsahuje velmi cenné rukopisy a dokumenty (např. Codex Legum Langobardorum z roku 1004) a také inkunábule.

## Ekonomika
Město je ekonomicky závislé na obchodech, které jsou především v historickém centru. V okolí se pěstují tabák a ovoce a v průmyslových zónách se zpracovávají potraviny, stroje, nábytek a tabák.

## Vývoj počtu obyvatel
Počet obyvatel
Rodačkou města je italská atletka Antonietta Di Martinová.

## Partnerská města
- Gorzów Wielkopolski, Polsko
- Kaunas, Litva
- Pittsfield, Massachusetts, USA
- Ňasviž (belor. Нясвіж), Bělorusko
- Schwerte, Německo